# چفت‌سر (بابل)
چفت سر، روستایی است از توابع بخش بندپی شرقی شهرستان بابل در استان مازندران ایران.

## جمعیت
این روستا در دهستان سجادرود قرار دارد و براساس سرشماری مرکز آمار ایران در سال 1395، جمعیت آن 118نفر (45خانوار) بوده‌است.